# Pondar Kanali
Pondar Kanali is een census town in het district Dhanbad van de Indiase staat Jharkhand. 

## Demografie
Volgens de Indiase volkstelling van 2001 wonen er 7474 mensen in Pondar Kanali, waarvan 54% mannelijk en 46% vrouwelijk is. De plaats heeft een alfabetiseringsgraad van 59%. 